# Hemicordulia toxopei
Hemicordulia toxopei är en trollsländeart som beskrevs av Maurits Anne Lieftinck 1926. Hemicordulia toxopei ingår i släktet Hemicordulia och familjen skimmertrollsländor. Inga underarter finns listade i Catalogue of Life.